# 許黃玉
許黄玉（韓語：허황옥），是金官伽耶第一代國王金首露的王后。根據《駕洛國記》的說法，許黃玉來自阿踰陁國，即今日印度北方邦的阿約提亞。四川省安岳县亦有「普州太后许黄玉故里」。
首露王与许黄玉共育10子，其中2子女随母姓许。她的事迹主要出现在朝鮮《三國遺事》。
金海金氏和金海許氏、仁川李氏一些人以她為始祖。